# Сарвепали Радакришнан
Сарвепали Радакришнан (хинд. सर्वेपल्लि राधाकृष्णन; 5. септембар 1888 — 17. април 1975) био је индијски филозоф, академик и државник. Био је први потппредседник Индије и то од 1952. године до 1962. године председника Раџендре Прасада, да би након тога и сам постао председник и на тој позицији се налазио од 1962. године до 1967. године.